# Sei delitti per padre Brown
Sei delitti per padre Brown è uno sceneggiato televisivo co-prodotto dalla Rai e da Téléfrance nel 1988 e diretto da Vittorio De Sisti. Interpretato da Emrys James e scritto da Vittorio Bonicelli e Sauro Scavolini, era tratto dagli omonimi racconti dello scrittore inglese Gilbert Keith Chesterton.

## Produzione
Il formato originario è quello della miniserie televisiva composta da sei puntate, che vennero trasmesse in prima visione dal primo canale della TV di Stato, Rai 1, dal 13 gennaio al 17 febbraio 1988.
Questo non è il primo sceneggiato televisivo basato sul personaggio di Padre Brown creato da G. K. Chesterton, ma attinge a un diverso periodo dell'opera dello scrittore rispetto ai racconti già noti e si avvale di un nuovo protagonista in abito talare, Emrys James, valente interprete shakespeariano e personaggio televisivo britannico che si immedesima alla perfezione nella tonaca del sorridente investigatore.
La produzione italofrancese ha ambientato le storie in paesi molto diversi – dalla Baviera all'Austria, dall'Inghilterra al giardino dei mostri di Bomarzo in Italia (tra le location anche Capodimonte, Viterbo, Marta) – seguendo le indicazioni originali dell'autore che volle padre Brown prete ramingo e senza fissa dimora.
Nel 1989 lo sceneggiato è stato trasmesso in replica dal circuito Cinquestelle, poi nuovamente nel 2010 da TV2000.

## Puntate
| nº | Titolo                          | Prima TV Italia  |
| -- | ------------------------------- | ---------------- |
| 1  | Il problema insolubile          | 13 gennaio 1988  |
| 2  | La scomparsa di Verri           | 20 gennaio 1988  |
| 3  | La sposa bugiarda               | 26 gennaio 1988  |
| 4  | Il destino dei Ghisalberti      | 3 febbraio 1988  |
| 5  | Lo spettro del principe         | 10 febbraio 1988 |
| 6  | Il delitto del Signore di Marne | 17 febbraio 1988 |

## Il problema insolubile

### Trama
Il primo episodio è ambientato in Austria e ruota intorno allo spettacolare furto di un reliquiario di Santa Dorotea che verrà sventato in extremis dall'arguzia del dilettante detective e da un pizzico di fortunate coincidenze.
- Personaggi e interpreti: Lorenza Guerrieri, Jean-Pierre Léaud[4].
- Note: Il titolo degli episodi cambia in parte o radicalmente rispetto ai titoli letterari originali.

## La scomparsa di Verri

### Trama
- Personaggi e interpreti: Isabella Goldmann, Paolo Bonacelli, Franco Citti[5].

## La sposa bugiarda

### Trama
- Personaggi e interpreti: Ana Obregón, Peter Chatel, Mimsy Farmer[6].

## Il destino dei Ghisalberti
- Personaggi e interpreti: Jean-Pierre Cassel, Elisabetta Gardini, Gilles Ségal[7].

## Lo spettro del principe
- Personaggi e interpreti:

## Il delitto del Signore di Marne

### Trama
- Personaggi e interpreti: Romaine: Fabio Testi; Lady Cockspur: Catherine Spaak; Generale Outran: Edmund Purdom; Viola: Christian Jean; Mr. Cockspur: Gianni Garko; Mallow: Bruce McGuire; guardacaccia: Charles Borromel; Maurizio Muir: Giovanni Lombardo Radice; Padre Brown: Emrys James; bambina: Samuela Sardo; Salvatore Loriga: James Muir; Laerte: Nazzareno Zamperla; regina: Joan Uttman; re: Charles Thomas Leslie; suggeritore: John Armstead[8].

## Attori
Del cast facevano parte anche:
- Pier Francesco Aiello, Jona
- Carlo Mucari

Fra le guest star (attori ospiti impegnati in una sola o più puntate) figurano Jean-Pierre Cassel, Mimsy Farmer, Lorenza Guerrieri, Jean-Pierre Léaud, Ana Obregón, Carlheinz Heitmann, Francisco Rabal, Stefania Sandrelli, Catherine Spaak, Edmund Purdom, David Brandon.

## Doppiaggio
Padre Brown/Emrys James è doppiato da Elio Pandolfi.

## Premi
La miniserie vinse il Premio Flaiano per la migliore sceneggiatura 1988 nella sezione Televisione e Radio.

## Analisi dello sceneggiatore
"Questo prete detective si muove in genere dentro scenari convenzionali, presi direttamente dal romanzo gotico con il tipico armamentario di castelli in rovina, case fatiscenti, laghi senza fondo. Insomma dei non-luoghi che vanno benissimo per un racconto simbolico ma che occorreva precisare realisticamente in un telefilm. La tecnica di Chesterton è invece sempre uguale: un'invenzione poliziesca brevissima, una soluzione dell'enigma che scavalca i comuni mezzi di investigazione, un'allegra smorfia finale. E sempre uguale è l'intenzione satirica di partenza".